# Происхождение (Секретные материалы)
«Происхождение» (англ. «Provenance») — 9-й эпизод 9-го сезона сериала «Секретные материалы». Премьера состоялась 3 марта 2002 года на телеканале FOX. Эпизод позволяет более подробно раскрыть так называемую «мифологию сериала», заданную в пилотной серии.
Режиссёр — Ким Мэннэрс, авторы сценария — Крис Картер и Фрэнк Спотниц, приглашённые звёзды — Джеймс Пикенс-мл., Кэри Элвес, Нил Макдонаф, Шейла Ларкен, Том Брэйдвуд, Дин Хэглунд, Брюс Харвуд, Дениз Форест, Джеймс Паркс, Алан Дэйл, Макнелли Сагал, Рэнди Холл, Джеймс Рикер, Трэвис Рикер и Лора Ли Хьюз.
В США серия получила рейтинг домохозяйств Нильсена, равный 5,5, который означает, что в день выхода серию посмотрели 9.7 миллионов человек.
Главные герои сериала — агенты ФБР, расследующие сложно поддающиеся научному объяснению преступления, называемые Секретными материалами.. Сезон концентрируется на расследованиях агентов Даны Скалли (Джиллиан Андерсон), Джона Доггетта (Роберт Патрик) и Моники Рейс (Аннабет Гиш), а также помощнике директора ФБР Уолтере Скиннере (Митч Пиледжи).

## Сюжет
При попытке пересечь границу погибает человек, у которого находят отпечатки рисунков с корабля пришельцев, но ФБР скрывает расследование этого от Секретных материалов. Тем временем Скалли принимает решительные меры, когда обнаруживает угрозу для Уильяма.